# Theodore Horstmann
Theodore Horstmann è un personaggio di fantasia nato dalla penna dello scrittore statunitense Rex Stout, che compare nelle opere della serie di Nero Wolfe.

## Il personaggio
Theodore è un esperto di orchidee che assiste Wolfe nella sua serra. Il suo appartamento è adiacente alla stanze delle piante, anche se in alcuni racconti è detto esplicitamente che "dorme fuori casa". Si può comunque ipotizzare che in periodi diversi Theodore abbia fatto una cosa o l'altra, oppure che si fermasse a dormire vicino alla serra nei periodi di maggior lavoro. Nel primo romanzo di Wolfe, La traccia del serpente, Archie nota che spesso sente "il vecchio Horstmann" sgridare Wolfe: "Non che avesse una vera antipatia per il padrone, tutt'altro, ma ho la vaga idea che temesse fortemente che il peso di Wolfe avesse la meglio sul suo equilibrio e lo portasse a capitombolare e a fare un macello delle orchidee. Horstmann aveva care quelle piante come le pupille dei suoi occhi".
Il personaggio di Horstmann è spesso poco più che un espediente per la trama - come in Nero Wolfe nella camera a gas, in cui la sua temporanea dipartita costringe Wolfe a trovare un altro curatore di orchidee. Ma nel romanzo Orchidee nere, le azioni di Theodore sono fondamentali; e nel quinto capitolo di Nient'altro che la verità il benessere di Theodore è di grande interesse per Wolfe.
Nonostante l'importanza del cibo e del mangiare lungo tutta la serie, brevemente è accennato il dove, come e quando Horstmann mangia, eccezion fatta per Nero Wolfe discolpati in cui mangia nella cucina con Fritz. Theodore ha una sorella nel New Jersey e passa del tempo lì con lei. È comunque il personaggio meno caratterizzato della serie.